# Heutagogika
Heutagogika je pojem, který vytvořili Stewart Hase a Chris Kenyon z australské Southern Cross University a je rovněž nazýván „učení definované žákem“. Pojem vznikl spojením řeckých výrazů „ago (vést)“ a „heurista (objevovat)“. Základní zásada tohoto postupu stanoví, že student by měl být středem učení a učení by se proto nemělo zaměřovat na učitele či plán, ale na studenta. Tato teorie byla zveřejněna v roce 2000 a od té doby byla přijata jako praktický návrh, který je vhodný zejména v prostředí e-learningu. Po roce 2010 výzkum v oblasti plasticity mozku ukazuje, že tento přístup může být užitečný při růstu schopnosti se učit.

## Příklady
Třebaže pojem samotný vznikl v roce 2000, navazuje na fenomén známý před mnoha lety.

### Švédské studijní kroužky
První studijní kroužky byly ve Švédsku představeny v roce 1902 jako hnutí pro rozvážný život vedle ostatních a rychle získaly příznivce a také se tato kultura studijních kroužků rozšířila ve společnosti. Vytvořil ji Oscar Olsson, který je pokládán za „otce studijních kroužků“.
Myšlenka studijních kroužků se objevila v souvislosti s nedostatkem dostupného vyššího vzdělávání pro děti a rodiny z dělnické třídy. Dovolila lidem se navzájem učit o věcech, o něž se společně zajímali. Byla to metoda založená na demokracii a myšlenka „pro lidi od lidí“ se stala univerzálním sloganem pro vzdělávání ve Skandinávii.

### Homebrew Computer Club
Homebrew Computer Club (1975–1986) bylo prostředí pro učení a sdílení, které vytvořili Fred Moore a Gordon French. Vznikl v Midpeninsula Free University v Menlo Parku. Když přišly první mikropočítače MITS Altair do People's Computer Company, chtěli Moore a French organizovat společný prostor, kde by lidé mohli dohromady sdílet zkušenosti, učit se navzájem a zpřístupnit počítače širší veřejnosti. Jeden z účastníků, Steve Wozniak, popsal hlavní myšlenku klubu jako „Pomoz ostatním“. Načrtl, jak byly akce organizovány v různých obdobích. V prvním, mapovacím období lidé přispívali něčím, na čem pracovali nebo o co se zajímali. V další fázi se procházeli kolem, aby viděli, co je nového, obchodovali s přebytečnými součástkami, setkávali se nebo s ostatními sdíleli informace.
Homebrew Computer Club sloužil jako inkubátor například Microsoftu či Applu. Rovněž usnadňoval rozvoj neziskových iniciativ, které byly primárně spojovány s hnutím podporujícím otevřený software.

### Hackathony
Hackathon je kolaborativní aktivita, která původně vznikla ve vývojářské komunitě v roce 1999. Stále více se užívá k učení a sdílení informací. Účastníci v určitém časovém limitu společně pracují, využívají webových zdrojů a vytvářejí inovativní výsledky či dosahují svých studijních cílů. Nejlepší týmy obdrží ocenění a odměny.